# ラシードファラーズ
ラシード ファラーズ（Faraz Rashid、1997年9月13日 - ）は、埼玉県春日部市出身のプロバスケットボール選手。B.LEAGUE・京都ハンナリーズ所属。ポジションはスモールフォワード、パワーフォワード。

## 来歴
パキスタン人の父と日本人の母を持つ。
越谷西高校から東洋大学に進学。
2019年12月、千葉ジェッツの練習生となり、大学卒業後の2021年に千葉ジェッツと正式契約した。
2023年6月15日、京都ハンナリーズへの移籍が発表された。